# Синицы (Витебская область)
Сини́цы (бел. Сініцы) — агрогородок в Бешенковичском районе Витебской области Белоруссии. Входит в состав Соржицкого сельсовета. Расположен в 26 км от городского посёлка Бешенковичи, в 45 км от Витебска. Население — 125 человек (2019).

## История
С 3 марта 1924 года в составе БССР. С 20 августа 1924 года центр Синицкого сельсовета (до 1931 года) Витебского района Витебского округа. В 1929 году создан колхоз «Синицы».
C 3 июля 1941 года по 26 июня 1944 год деревня была оккупирована немецко-фашистскими войсками.
С 16 июля 1954 года в составе Соржицкого сельсовета. С 1954 года центр колхоза имени Маленкова, с 13 июля 1957 года — колхоза имени Чапаева. С 20 мая 1960 года по 9 июля 1965 года в составе Островенского сельсовета.

## Инфраструктура
В 2014 году в агрогородке работали детский сад — базовая школа, филиал Островенской детской школы искусств, сельский клуб, библиотека, фельдшерско-акушерский пункт, отделение почтовой связи, магазин.